# 大布德梅尔

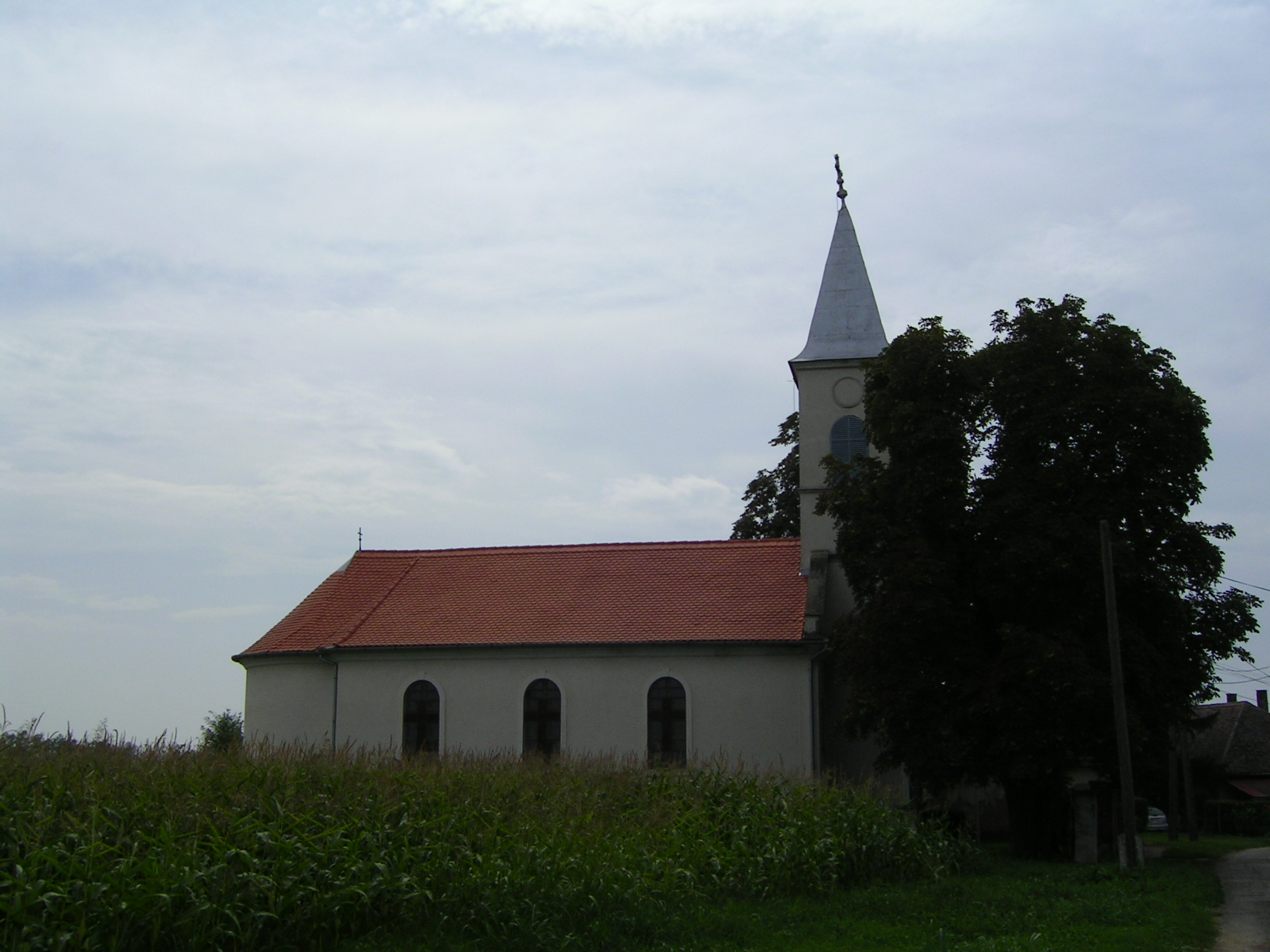

大布德梅尔（匈牙利語：Nagybudmér）是匈牙利巴兰尼亚州所辖的一个村，与小布德梅尔相邻。总面积10.22平方公里，总人口217，人口密度21.2人/平方公里（2011年1月1日）。